# Oepliki
Oepliki is een bestuurslaag in het regentschap Timor Tengah Selatan van de provincie Oost-Nusa Tenggara, Indonesië. Oepliki telt 2777 inwoners (volkstelling 2010).